# Nancy Colmenares
Nancy Coromoto Colmenares Luciani (Sabaneta, Barinas, Venezuela; 21 de enero de 1956 - Caracas, Venezuela; 22 de abril de 2022) fue una maestra venezolana que se desempeñó como primera esposa del presidente de Venezuela Hugo Chávez Frías (1999-2013).

## Biografía
Nació el 21 de enero de 1956 en Sabaneta (Venezuela), en la misma localidad en la que Hugo Rafael Chávez Frías también había nacido y vivido su niñez. Fue la segunda de los cuatro hijos de Darío Colmenares y Rosa María Luciani. Sus hermanos son: Rafael Darío (1951), Carlos Enrique (1959) y Melvis Coromoto (1964).  Después de que Chávez se graduara en 1975 con el grado de subteniente de ejército de la Academia Militar de Venezuela, fue destinado a Barinas en donde en el año 1976 conoce a Colmenares.
Nancy contrajo matrimonio con Hugo Chávez en 1977, con el cual tuvo a los primeros tres hijos de este: Rosa Virginia, nacida el 6 de septiembre de 1978; María Gabriela, nacida el 12 de marzo de 1980 y Hugo Rafael, el 14 de octubre de 1982.
Tuvo cinco nietos: Gabriela Alejandra Rivero, nacida el 18 de abril de 1998 (hija de María), Manuel Alejandro Prieto; nacido el 1 de septiembre de 2003 y Jorge Alejandro Arreaza, nacido el 18 de septiembre de 2007 (hijos de Rosa) y Hugo Rafael, nacido el 9 de marzo de 2013 y Miranda, nacida el 2 de noviembre de 2014 (hijos de “Huguito”) y un bisnieto, Paulo Aponte; nacido en agosto de 2025 (hijo de Gabriela).
Murió en Caracas el 22 de abril de 2022.